# Eurobankovky

Oficiální symbol eura.

Euro (EUR nebo €) je jednotná měna 20 členských států Evropské unie (Belgie, Estonsko , Finsko, Francie, Chorvatsko, Irsko, Itálie, Kypr, Litva, Lotyšsko, Lucembursko, Malta, Německo, Nizozemsko, Portugalsko, Rakousko, Řecko, Slovensko, Slovinsko a Španělsko), čtyř evropských ministátů, které jsou v měnové unii s členskými státy EU (Andorra, Monako, San Marino a Vatikán), dále pak Černé Hory a Kosova.

## Historie
Euro bylo ustanoveno 1. ledna 1999 a eurobankovky a mince (viz euromince) vešly v platnost 1. ledna 2002. Od roku 2013 jsou v rámci nové série Europa eurobankovky emitovány s pozměněným designem a vyšší ochranou proti padělání.

## Nominální hodnoty
V rámci první série existuje 7 různých eurobankovek, kdy každá má rozdílnou barvu a velikost. Všechny jako téma obsahují některý z evropských architektonických slohů. Na lícové straně jsou zobrazena okna nebo brány a na rubové straně mosty. Důraz byl také kladen na to, aby příklady architektury nereprezentovaly žádnou skutečnou památku.
Mezi bankovkami ze série Europa, které jsou postupně uváděny od roku 2013, již nefiguruje nejvyšší hodnota 500 € (již vydané bankovky ale zůstávají v platnosti), ostatní nominální hodnoty zůstaly zachovány.
Nejrozšířenější bankovkou je 50€, jichž je v oběhu přes 14 miliard, což představuje 49 % z celkového množství všech eurobankovek v oběhu.
| Nominální hodnota bankovky | Počet kusů bankovek (mil.) | Podíl na celkovém počtu kusů (%) | Celková hodnota bankovek (mld.) | Podíl na celkové hodnotě všech bankovek (%) |
| -------------------------- | -------------------------- | -------------------------------- | ------------------------------- | ------------------------------------------- |
| 5 €                        | 2 153                      | 7,3                              | 10,8                            | 0,7                                         |
| 10 €                       | 3 015                      | 10,2                             | 30,2                            | 1,9                                         |
| 20 €                       | 4 793                      | 16,3                             | 95,9                            | 6,1                                         |
| 50 €                       | 14 456                     | 49,0                             | 722,8                           | 46,2                                        |
| 100 €                      | 3 937                      | 13,4                             | 393,7                           | 25,2                                        |
| 200 €                      | 850                        | 2,9                              | 170,0                           | 10,9                                        |
| 500 €                      | 284                        | 1,0                              | 142,1                           | 9,1                                         |
| Celkem                     | 29 489                     | 100,0                            | 1 565,4                         | 100,0                                       |

## Bankovky

### 1. série
Na všech bankovkách je zobrazen motiv evropské vlajky, iniciály Evropské centrální banky v pěti jazykových verzích (BCE, ECB, EZB, ΕΚΤ, EKP), mapa Evropy na zadní straně, název „EURO“ ve dvou abecedách (latinské a řecké) a podpis jednoho z bývalých prezidentů ECB (v pořadí jmenování do funkce: Wim Duisenberg, Jean-Claude Trichet, Mario Draghi).
Design eurobankovek byl vybrán ze 44 návrhů v konkurzu, který byl pořádán při zasedání Evropského měnového institutu 12. února 1996. Vítězná přihláška, vytvořená Robertem Kalinou z Rakouské národní banky, byla vybrána 3. prosince 1996.
| Lícová strana | Rubová strana | Nominální hodnota | Rozměry     | Dominantní barva | Architektonický sloh             | Časový úsek       | Tiskařský kód                   |
| ------------- | ------------- | ----------------- | ----------- | ---------------- | -------------------------------- | ----------------- | ------------------------------- |
|               |               | 5 eur \| 5 €      | 120 × 62 mm | šedá             | antika                           | do 5. století     | levý okraj obrazu               |
|               |               | 10 eur \| 10 €    | 127 × 67 mm | červená          | románský sloh                    | 11. a 12. století | osmihodinová hvězda             |
|               |               | 20 eur \| 20 €    | 133 × 72 mm | modrá            | gotika                           | 13. a 14. století | devítihodinová hvězda           |
|               |               | 50 eur \| 50 €    | 140 × 77 mm | oranžová         | renesance                        | 15. a 16. století | pravý okraj obrazu              |
|               |               | 100 eur \| 100 €  | 147 × 82 mm | zelená           | baroko a rokoko                  | 17. a 18. století | vpravo od devítihodinové hvězdy |
|               |               | 200 eur \| 200 €  | 153 × 82 mm | žlutá            | secese                           | 19. a 20. století | nad sedmihodinovou hvězdou      |
|               |               | 500 eur \| 500 €  | 160 × 82 mm | fialová          | moderní architektura 20. století | 20. a 21. století | devítihodinová hvězda           |

Papír používaný k výrobě eurobankovek je vlastně 100% čisté bavlněné vlákno, které zvyšuje jejich trvanlivost a dodává jim charakteristický omak.
Zámořská území jsou také zobrazena na mapě na zadní straně: Azory, Francouzská Guyana, Guadeloupe, Madeira, Martinik, Réunion a Kanárské ostrovy. Kypr a Malta nejsou zobrazeny, protože se připojily k Evropské unii až v roce 2004. Navíc je Malta příliš malá, protože nejmenší možná velikost pro zobrazení je 400 km².

### Série Europa
Do peněžního oběhu se postupně zavádějí bankovky nové, z druhé série nazvané Europa. Barva a rozměry jsou kromě 100 a 200 € totožné se staršími bankovkami, vylepšeny byly však bezpečnostní prvky. Název „euro“ je zde uveden ve 3 písmech (latinkou, cyrilicí a řeckým písmem), inciály Evropské centrální banky zde jsou v devíti variantách (ECB, BCE, ЕЦБ, EZB, EKP, EKT, EKB, BĊE, EBC).
Již byly vydány bankovky o nominálních hodnotách 5, 10, 20, 50, 100 a 200 eur. V květnu roku 2019 vyšly nové bankovky v hodnotě 100 a 200 eur, které byly veřejnosti představeny 17. září 2018. Nové bankovky 500 eur již nebudou emitovány.
| Vyobrazení | Vyobrazení | Hodnota | Barva | Barva    | Uvedení do oběhu  |
| Líc        | Rub        | Hodnota | Barva | Barva    | Uvedení do oběhu  |
| ---------- | ---------- | ------- | ----- | -------- | ----------------- |
|            |            | 5 eur   |       | Šedá     | 2. května 2013    |
|            |            | 10 eur  |       | Červená  | 23. září 2014     |
|            |            | 20 eur  |       | Modrá    | 25. listopad 2015 |
|            |            | 50 eur  |       | Oranžová | 4. dubna 2017     |
|            |            | 100 eur |       | Zelená   | 28. května 2019   |
|            |            | 200 eur |       | Žlutá    | 28. května 2019   |

## Kódy zemí na bankovkách

### 1. série
Centrální banka, která tisk bankovky zadala (nemusí se nutně jednat o centrální banku státu, v níž se bankovky tisknou), je vyznačena písmenem nebo kódem země uvedeným před pořadovým číslem.
- Z – Belgie
- Y – Řecko
- X – Německo
- V – Španělsko
- U – Francie
- T – Irsko
- S – Itálie
- P – Nizozemsko
- N – Rakousko
- M – Portugalsko
- L – Finsko
- H – Slovinsko
- G – Kypr
- F – Malta
- E – Slovensko
- D – Estonsko
- C – Lotyšsko

Kódy členských zemí eurozóny, které zatím vlastní bankovky netisknou:
- R – Lucembursko – lucemburské bankovky přes přidělený národní kód využívají kód státu, v kterém byly vytištěny.

Písmena vyhrazená pro staré členy EU, které euro ještě nezavedly:
- W – Dánsko
- K – Švédsko

### Série Europa
Sériová čísla bankovek z této série sestávají ze dvou čísel vytištěných na zadní straně bankovky: z vodorovného čísla vytištěného černě a svislého čísla vytištěného v odlišné barvě. Vodorovné číslo se skládá ze dvou písmen a deseti číslic. První písmeno označuje tiskárnu (písmena Q, O a I byla vynechána). Druhé písmeno nemá žádný zvláštní význam – jen umožňuje zvýšit počet sériových čísel.
Předhled tiskáren eurobankovek a přiřazeného písmene na bankovkách série Europa:
| Písmeno | Tiskárna                                             | Stát               |
| ------- | ---------------------------------------------------- | ------------------ |
| Z       | Banque Nationale de Belgique                         | Belgie             |
| Y       | Τράπεζα της Ελλάδος (Bank of Greece)                 | Řecko              |
| X       | Giesecke & Devrient (Mnichov)                        | Německo            |
| W       | Giesecke & Devrient (Lipsko)                         | Německo            |
| V       | Fábrica Nacional de Moneda y Timbre                  | Španělsko          |
| U       | Banque de France                                     | Francie            |
| T       | Central Bank of Ireland                              | Irsko              |
| S       | Banca d'Italia                                       | Itálie             |
| R       | Bundesdruckerei                                      | Německo            |
| P       | Joh. Enschedé                                        | Nizozemsko         |
| N       | Oesterreichische Banknoten und Sicherheitsdruck GmbH | Rakousko           |
| M       | Valora                                               | Portugalsko        |
| (L)     | nepřiřazeno                                          |                    |
| (K)     | nepřiřazeno                                          |                    |
| J       | De La Rue (Gateshead)                                | Spojené království |
| H       | De La Rue (Loughton)                                 | Spojené království |
| (G)     | nepřiřazeno                                          |                    |
| F       | Oberthur Fiduciaire AD (Sofia)                       | Bulharsko          |
| E       | Oberthur Technologies                                | Francie            |
| D       | Polska Wytwórnia Papierów Wartościowych              | Polsko             |
| (C)     | nepřiřazeno                                          |                    |
| (B)     | nepřiřazeno                                          |                    |
| (A)     | nepřiřazeno                                          |                    |

### Budoucí eurobankovky[8]
ECB se nyní připravuje na budoucí sérii bankovek. O tom, kdy bude nová série vydána, bude rozhodnuto později. S návrhem nové podoby eurobankovek pomůže veřejnost a odborníci. Teprve poté Rada guvernérů ECB přijme konečné rozhodnutí o jejich novém námětu a podobě.
Vybírá se ze dvou možných námětů budoucích eurobankovek: „Evropská kultura“ a „Řeky a ptáci.“ Následně se vyberou motivy, které tyto náměty nejlépe vyjadřují.
Poté budou zahájeny práce na přípravě soutěže na návrh eurobankovek. Více informací o fázi návrhu a o soutěži bude zveřejněno našimi oficiálními cestami. Očekává se, že o nové podobě eurobankovek rozhodne Rada guvernérů v roce 2026.
Jakmile bude podoba vybrána, rozhodne Rada guvernérů o tom, kdy budou nové eurobankovky vyrobeny a vydány. Potrvá však ještě několik let, než se první bankovky vyrobí a nakonec skončí v našich peněženkách.

#### Evropská kultura
Bohaté evropské kulturní dědictví a dynamická kulturní a kreativní odvětví posilují evropskou identitu a vytvářejí společný pocit sounáležitosti. Kultura podporuje společné hodnoty, začlenění a dialog v Evropě i na celém světě. Spojuje lidi.

#### Řeky a ptáci
Řeky a ptáci neznají hranic a symbolizují svobodu a jednotu Evropanů a naši vazbu na přírodu. Evropa má pestrou škálu řek a ptáků. To nás inspiruje a připomíná nám naši odpovědnost za ochranu životního prostředí.